# Ryszard Orłowski (historyk)
Ryszard Orłowski (ur. 21 grudnia 1927 w Brzozowie, zm. 30 stycznia 2024) – polski historyk, profesor nauk humanistycznych, wieloletni dziekan Wydziału Ekonomicznego UMCS.

## Życiorys
W 1951 ukończył studia na Uniwersytecie Jagiellońskim. Stopień doktora nauk humanistycznych uzyskał w 1961 na Wydziale Humanistycznym UMCS za pracę pt. Położenie i walka klasowa chłopów w Ordynacji Zamojskiej w drugiej połowie XVIII wieku (promotor - Juliusz Willaume). Stopień doktora habilitowanego uzyskał w 1966 na tym samym wydziale w oparciu o pracę pt. Działalność społeczno gospodarcza Andrzeja Zamoyskiego (1757-1792). Tytuł profesora nauk humanistycznych uzyskał w 1973. 
W 1951 rozpoczął pracę w Wyższej Szkole Pedagogicznej w Krakowie na stanowisku młodszego asystenta, gdzie prowadził ćwiczenia z historii nowożytnej i najnowszej Polski. Po roku przeniósł się na UMCS, do Katedry Historii Powszechnej, a rok później, w związku ze zmianami organizacyjnymi na Wydziale Humanistycznym UMCS do Katedry Historii Powszechnej Nowożytnej i Najnowszej. W 1961 przeniósł się do Katedry Historii Gospodarczej. Prowadził ćwiczenia z historii gospodarczej na Wydziale Humanistycznym oraz wykład z tego przedmiotu na Wydziale Biologii i Nauk o Ziemi UMCS, a także w punktach konsultacyjnych WSNS w Lublinie i Stalowej Woli. W 1965 został kierownikiem Katedry Historii Gospodarczej na nowo utworzonym Wydziale Ekonomicznym UMCS. W dalszym ciągu prowadził wykłady z historii gospodarczej, na Wydziale Ekonomicznym, Biologii Nauk o Ziemi, a także w utworzonych przez UMCS punktach konsultacyjnych studiów ekonomicznych w Rzeszowie, Tarnobrzegu i Mielcu. Był wieloletnim redaktorem sekcji ekonomicznej "Annales" UMCS.    
W latach 1966-1969 był prodziekanem, a w latach 1969-1975, 1982-1984 i 1987-1990 dziekanem Wydziału Ekonomicznego UMCS. W latach 1975–1981 był prorektorem UMCS. W latach 1998–2003 był rektorem Wyższej Szkoły Zarządzania i Administracji w Zamościu, był też kierownikiem Katedry Nauk Ekonomicznych i Katedry Ochrony Dóbr Kultury na Wydziale Zarządzania i Administracji tejże uczelni. 
Był członkiem Związku Nauczycielstwa Polskiego, Polskiego Towarzystwa Ekonomicznego, Lubelskiego Zespołu Planowania Komisji Planowania przy Radzie Ministrów oraz przewodniczącym Społecznej Rady Konsultacyjnej przy Wojewodzie Lubelskim.
Jego syn Wojciech (zm. 2019) był prawnikiem, doktorem habilitowanym nauk prawnych i wykładowcą UMCS.